# Ermes di Colorêt
Ermes di Colloredo (n. 28 martie 1622, Colloredo di Monte Albano, Friuli-Veneția Giulia, Italia – d. 21 septembrie 1692, Camino al Tagliamento, Friuli-Veneția Giulia, Italia) a fost un conte și scriitor italian care l-a slujit pe Marele Duce al Toscanei, Sfântul Împărat Roman și Republicii Veneția.
Ermes sa născut în Colloredo di Monte Albano, Friaul. A fost educat la curtea lui Medici din Florența ca paj al Marelui Duce Ferdinando al II-lea de Medici și a intrat în serviciul împăratului Ferdinand al III-lea în timpul Războiului de 30 de ani ca ofițer de cuirasieri, la ordinul unchiului său, Field Marschall Rudolf von Colloredo Mels und Wallsee, guvernator al Pragăi, al Republicii Veneția ca colonel de cavalerie și împărat Leopold I. În ultima parte a vieții sale, Ermes s-a întors în patria sa pentru a se concentra pe scrisul de poezie, cea mai mare parte fiind centrată pe tema iubirii.
Ermes a scris peste 200 de sonete, atât în friulană, cât și în italiană. El a folosit koinè din San Daniele, care va deveni cea mai notabilă limbă literară și baza friulanului standard de astăzi.
Ermes a murit în Gurizzo, Codroipo.